# خسوف القمر مايو 2040
| الخسوف الكلي للقمر </br> 26 مايو 2040                               | الخسوف الكلي للقمر </br> 26 مايو 2040 |
| ------------------------------------------------------------------- | ------------------------------------- |
| مسير الشمس في الشمال </br></img> </br>سيمر القمر عبر مركز ظل الأرض. |                                       |
| ساروس (وعضو)                                                        | 131 (35 من 72)                        |
| جاما                                                                |                                       |
| المدة (hr: mn: sc)                                                  |                                       |
| الكلية                                                              |                                       |
| جزئي                                                                |                                       |
| Penumbral                                                           |                                       |
| جهات الاتصال ( UTC )                                                |                                       |
| P1                                                                  |                                       |
| U1                                                                  |                                       |
| U2                                                                  |                                       |
| أعظم                                                                |                                       |
| U3                                                                  |                                       |
| U4                                                                  |                                       |
| ص 4                                                                 |                                       |

سيحدث خسوف كلي للقمر في 26 مايو 2040. سيمر القمر عبر مركز ظل الأرض .

## الرؤية
سيكون مرئيًا تمامًا فوق أستراليا والمحيط الهادئ ، ويُرى مرتفعًا فوق شرق آسيا ، ويحل فوق أمريكا الشمالية والجنوبية.

## خسوف القمر ذات الصلة

### سلسلة السنة القمرية (354 يومًا)
هذا الخسوف هو ثالث خسوف من أربع سنوات قمرية يحدث عند العقدة الصاعدة للقمر.
تتكرر سلسلة السنة القمرية بعد 12 قمرًا أو 354 يومًا (العودة إلى الوراء حوالي 10 أيام في سنوات متتالية). بسبب تحول التاريخ ، سيكون ظل الأرض حوالي 11 درجة غربًا في أحداث متتالية.
| عقدة تنازلية     | عقدة تنازلية               | عقدة تنازلية               |                  | عقدة تصاعدية                | عقدة تصاعدية                | عقدة تصاعدية |
| ساروس            | التاريخ المعاينة           | النوع الرسم البياني        | ساروس            | التاريخ المعاينة            | النوع الرسم البياني         |              |
| 111              | 2038 يونيو 17              | شبة الظل                   | 116              | 2038 ديسمبر 11              | شبة الظل                    |              |
| 121              | 2039 يونيو 06              | جزئي                       | 126              | 2039 نوفمبر 30              | جزئي                        |              |
| 131              | 2040 مايو 26               | كلي                        | 136              | 2040 نوفمبر 18              | كلي                         |              |
| 141              | 2041 مايو 16               | جزئي                       | 146              | 2041 نوفمبر 08              | جزئي                        |              |
|                  |                            |                            | 156              | 2042 أكتوبر 28 [الإنجليزية] | شبة الظل                    |              |
|                  |                            |                            |                  |                             |                             |              |
| آخر المجموعة     | 2038 يوليو 16              | 2038 يوليو 16              | آخر المجموعة     | 2038 يناير 21               | 2038 يناير 21               |              |
|                  |                            |                            |                  |                             |                             |              |
| المجموعة التالية | 2042 أبريل 05 [الإنجليزية] | 2042 أبريل 05 [الإنجليزية] | المجموعة التالية | 2042 سبتمبر 29 [الإنجليزية] | 2042 سبتمبر 29 [الإنجليزية] |              |

### سلسلة تريتوس
تتكرر سلسلة تريتوس31 يومًا أقل من 11 عامًا في العقد المتناوبة. الأحداث المتسلسلة لها مؤشرات دورة ساروس المتزايدة.
تنتج هذه السلسلة 23 خسوفًا إجماليًا بين 22 يونيو 1880 و 9 أغسطس 2120.
| عقدة تصاعدية | عقدة تصاعدية                | عقدة تصاعدية  |       | عقدة تنازلية                | عقدة تنازلية  | عقدة تنازلية |
| ساروس        | تاريخ المعاينة              | نوع رسم بياني | ساروس | تاريخ المعاينة              | نوع رسم بياني |              |
| ------------ | --------------------------- | ------------- | ----- | --------------------------- | ------------- | ------------ |
| 120          | 1902 أبريل 22               | كلي           | 121   | 1913 مارس 22                | كلي           |              |
| 122          | 1924 فبراير 20              | كلي           | 123   | 1935 يناير 19 ‏              | كلي           |              |
| 124          | 1945 ديسمبر 19 [الإنجليزية] | كلي           | 125   | 1956 نوفمبر 18 [الإنجليزية] | كلي           |              |
| 126          | 1967 أكتوبر 18 [الإنجليزية] | كلي           | 127   | 1978 سبتمبر 16 [الإنجليزية] | كلي           |              |
| 128          | 1989 أغسطس 17 [الإنجليزية]  | كلي           | 129   | 2000 يوليو 16               | كلي           |              |
| 130          | 2011 يونيو 15               | كلي           | 131   | 2022 مايو 16                | كلي           |              |
| 132          | 2033 أبريل 14               | كلي           | 133   | 2044 مارس 13 [الإنجليزية]   | كلي           |              |
| 134          | 2055 فبراير 11 [الإنجليزية] | كلي           | 135   | 2066 يناير 11               | كلي           |              |
| 136          | 2076 ديسمبر 10              | كلي           | 137   | 2087 نوفمبر 10              | كلي           |              |
| 138          | 2098 أكتوبر 10              | كلي           |       |                             |               |              |

### دورة نصف ساروس
سيسبق خسوف القمر خسوفًا للشمس ويتبعه 9 سنوات و 5.5 أيام ( نصف ساروس ). يرتبط خسوف القمر هذا بخسوفين حلقيين للشمس من سولار ساروس 138 .
| 21 مايو 2031 | 31 مايو 2049 |
| ------------ | ------------ |
|              |              |

## سلسلة ساروس
سلسلة ساروس القمرية 131 ، بها 72 خسوفًا للقمر. ساروس 138 [الإنجليزية] يتداخل مع هذا الساروس القمري مع حدث يحدث كل 9 سنوات 5 أيام بالتناوب بين كل سلسلة ساروس.
بدأت سلسلة الكسوف هذه في عام 1427 بعد الميلاد مع خسوف جزئي عند الحافة الجنوبية لظل الأرض عندما كان القمر قريبًا من عقدة الهبوط. في كل دورة ساروس متتالية ، يتم تحويل المسار المداري للقمر شمالًا فيما يتعلق بظل الأرض ، مع حدوث أول خسوف كلي في عام 1950. لمدة 252 عامًا التالية ، يحدث الخسوف الكلي ، مع توقع حدوث الكسوف المركزي في عام 2078. ومن المتوقع حدوث الخسوف الجزئي الأول بعد ذلك في عام 2220 ، وسيحدث الخسوف الجزئي النهائي للسلسلة في عام 2707. ويبلغ إجمالي عمر سلسلة ساروس القمرية 131 1280 عامًا. Solar ساروس 138 ‏ يتداخل مع هذا الساروس القمري مع حدث يحدث كل 9 سنوات 5 أيام بالتناوب بين كل سلسلة ساروس.
نظرًا لجزء من الأيام في دورة ساروس ، ستختلف رؤية كل خسوف لمراقب في موقع محدد محدد. بالنسبة لسلسلة ساروس القمرية 131 ، كان أول خسوف كلي عام 1950 أفضل رؤية للمشاهدين في أوروبا الشرقية والشرق الأوسط لأن الكسوف الأوسط كان عند الساعة 20:44 بالتوقيت العالمي. حدث الكسوف التالي في السلسلة بعد حوالي 8 ساعات من اليوم مع حدوث خسوف متوسط في الساعة 4:47 بالتوقيت العالمي ، وكان أفضل ما يمكن رؤيته من أمريكا الشمالية وأمريكا الجنوبية. حدث الكسوف الكلي الثالث بعد 8 ساعات تقريبًا في اليوم من الكسوف الثاني مع منتصف الكسوف في الساعة 12:43 بالتوقيت العالمي ، وكان أفضل رؤية للمشاهدين في غرب المحيط الهادئ وشرق آسيا وأستراليا ونيوزيلندا. تتكرر دورة الرؤية هذه من بداية السلسلة إلى نهايتها ، مع اختلافات طفيفة. ساروس 138 [الإنجليزية] يتداخل مع هذا الساروس القمري مع حدث يحدث كل 9 سنوات 5 أيام بالتناوب بين كل سلسلة ساروس.
سلسلة ساروس القمرية 131 ، تتكرر كل 18 عامًا و 11 يومًا ، بها ما مجموعه 72 حدثًا من خسوف القمر بما في ذلك 57 خسوفًا للقمر المظلي (42 خسوفًا جزئيًا للقمر و 15 خسوفًا كليًا للقمر). ساروس 138 [الإنجليزية] يتداخل مع هذا الساروس القمري مع حدث يحدث كل 9 سنوات 5 أيام بالتناوب بين كل سلسلة ساروس.
| Greatest                                                                                          | الأول         | الأول         | الأول                     | الأول        |
| ------------------------------------------------------------------------------------------------- | ------------- | ------------- | ------------------------- | ------------ |
| The greatest eclipse of the series will occur on 2094 يونيو 28 [الإنجليزية], lasting 102 minutes. | شبه الظل      | جزئي          | كلي                       | مركزي        |
| The greatest eclipse of the series will occur on 2094 يونيو 28 [الإنجليزية], lasting 102 minutes. | 1427 مايو 10  | 1553 July 25  | 1950 أبريل 2 [الإنجليزية] | 2022 مايو 16 |
| The greatest eclipse of the series will occur on 2094 يونيو 28 [الإنجليزية], lasting 102 minutes. | الأخير        |               |                           |              |
| The greatest eclipse of the series will occur on 2094 يونيو 28 [الإنجليزية], lasting 102 minutes. | مركزي         | كلي           | جزئي                      | شبة الظل     |
| The greatest eclipse of the series will occur on 2094 يونيو 28 [الإنجليزية], lasting 102 minutes. | 2148 يوليو 31 | 2202 سبتمبر 3 | 2563 أبريل 9              | 2707 يوليو 7 |

| 1911 مايو 13               | 1911 مايو 13               | 1929 مايو 23               | 1929 مايو 23               | 1947 يونيو 03 [الإنجليزية] | 1947 يونيو 03 [الإنجليزية] |
|                            |                            |                            |                            |                            |                            |
| 1965 يونيو 14 [الإنجليزية] | 1965 يونيو 14 [الإنجليزية] | 1983 يونيو 25 [الإنجليزية] | 1983 يونيو 25 [الإنجليزية] | 2001 يوليو 05              | 2001 يوليو 05              |
|                            |                            |                            |                            |                            |                            |
| 2019 يوليو 16              | 2019 يوليو 16              | 2037 يوليو 27              | 2037 يوليو 27              | 2055 أغسطس 07 ‏             | 2055 أغسطس 07 ‏             |
|                            |                            |                            |                            |                            |                            |
| 2073 أغسطس 17              | 2073 أغسطس 17              | 2091 أغسطس 29              | 2091 أغسطس 29              |                            |                            |
|                            |                            |                            |                            |                            |                            |

### سلسلة اينكس
تتكرر اينكس لمدة 20 يومًا أقل من 29 عامًا ، ويتكرر في المتوسط كل 10571.95 يومًا. هذه الفترة تساوي 358 قمرة (شهر متزامن و 388.5 شهر دراكوني. تزيد سلسلة ساروس بواحد في أحداث اينكس المتتالية وتتكرر في العقد القمرية الصاعدة والهابطة بالتناوب.
هذه الفترة هي 383.6734 شهر غير طبيعي (فترة المدار الإهليلجي للقمر). على الرغم من متوسط التحول الزمني 0.05 في اليوم بين الأحداث اللاحقة ، فإن تباين القمر في مداره الإهليلجي في كل حدث يتسبب في اختلاف وقت الكسوف الفعلي بشكل كبير.
| عقدة تصاعدية | عقدة تصاعدية               | عقدة تنازلية | عقدة تنازلية              | عقدة تصاعدية | عقدة تصاعدية   | عقدة تنازلية | عقدة تنازلية   |
| ساروس        | التاريخ                    | ساروس        | التاريخ                   | ساروس        | التاريخ        | ساروس        | التاريخ        |
| ------------ | -------------------------- | ------------ | ------------------------- | ------------ | -------------- | ------------ | -------------- |
| 96           | 1027 أبريل 23              | 97           | 1056 أبريل 2              | 98           | 1085 مارس 14   | 99           | 1114 فبراير 21 |
| 100          | 1143 فبراير 1              | 101          | 1172 يناير 13             | 102          | 1200 ديسمبر 22 | 103          | 1229 ديسمبر 2  |
| 104          | 1258 نوفمبر 12             | 105          | 1287 أكتوبر 22            | 106          | 1316 أكتوبر 2  | 107          | 1345 سبتمبر 12 |
| 108          | 1374 أغسطس 22              | 109          | 1403 أغسطس 2              | 110          | 1432 يوليو 13  | 111          | 1461 يونيو 22  |
| 112          | 1490 يونيو 2               | 113          | 1519 مايو 14              | 114          | 1548 أبريل 22  | 115          | 1577 أبريل 2   |
| 116          | 1606 مارس 24               | 117          | 1635 مارس 3               | 118          | 1664 فبراير 11 | 119          | 1693 يناير 22  |
| 120          | 1722 يناير 2               | 121          | 1750 ديسمبر 13            | 122          | 1779 نوفمبر 23 | 123          | 1808 نوفمبر 3  |
| 124          | 1837 أكتوبر 13             | 125          | 1866 سبتمبر 24            | 126          | 1895 سبتمبر 4  | 127          | 1924 أغسطس 14  |
| 128          | 1953 يوليو 26 [الإنجليزية] | 129          | 1982 يوليو 6 [الإنجليزية] | 130          | 2011 يونيو 15  | 131          | 2040 مايو 26   |
| 132          | 2069 مايو 6 [الإنجليزية]   | 133          | 2098 أبريل 15             | 134          | 2127 مارس 28   | 135          | 2156 مارس 7    |
| 136          | 2185 فبراير 14             | 137          | 2214 يناير 27             | 138          | 2243 يناير 7   | 139          | 2271 ديسمبر 17 |
| 140          | 2300 نوفمبر 27             | 141          | 2329 نوفمبر 7             | 142          | 2358 أكتوبر 18 | 143          | 2387 سبتمبر 28 |
| 144          | 2416 سبتمبر 7              | 145          | 2445 أغسطس 17             | 146          | 2474 يوليو 29  |              |                |

## روابط خارجية
- ناسا: خسوف القمر: الماضي والمستقبل
  - 2040 May 26 chart:
  - فهرس لخمسة آلاف من خسوف القمر ، من -1999 إلى +3000 (2000 قبل الميلاد إلى 3000 م)
    - الكسوف: من 2001 إلى 2100[وصلة مكسورة][ رابط معطل ]